# Vista Alegre (Panamá)
Vista Alegre es un corregimiento ubicado en el distrito de Arraiján, en la provincia de Panamá Oeste. Es un corregimiento de gran crecimiento demográfico y comercial que ha experimentado un proceso de expansión. En el año 2000 contaba con la mayor tasa de crecimiento del sector oeste (11.4 %) y la segunda (después de Pacora) en el área metropolitana de la Ciudad de Panamá. Esto se debe, principalmente, a la disponibilidad de tierras adecuadas para urbanización de viviendas en serie a la altura de la carretera a Vacamonte y a ambos lados de la Vía Interamericana y la Autopista Arraiján-Chorrera. Cuenta con una población de 21 417 habitantes (2023).

## Historia
Los terrenos que hoy se conocen como Vista Alegre, según cuentan los primeros pobladores del área, eran conocidos como "La Constancia". Fue Francisco Arias Paredes, dueño de muchas tierras del lugar, quien le diera el nombre al corregimiento, debido a que era vistoso, pintoresco, con abundantes árboles, ríos de cristalinas aguas y una hermosa llanura.
El corregimiento fue fundado el 20 de febrero de 1929. Debido a la gran explosión demográfica en 2022 se segregó el territorio suroeste de Vista Alegre para crear el corregimiento de Vacamonte.

## Geografía
Posee un suelo de tipo arcilloso y en el área sur colindante con la costa existen manglares.
El principal río del corregimiento es el río Aguacate. Las quebradas más importantes son Las Lajas, Limones y Prudentes.
Entre las principales localidades se ubican Hacienda Bique, Vista Alegre y Residencial Vista Alegre.

## Economía
Actualmente cuenta con uno de los centros comerciales más grandes del país, Westland Mall que cuenta con la planta baja y un piso. En los últimos años el corregimiento de Vista Alegre ha sido un corregimiento con uno de los mayores crecimientos industrial, residencial, pesquero, demográfico, económico y comercial.